# قائمة أنهار وأودية تونس
هذه قائمة الأنهار والأودية في تونس. يتم ترتيب هذه القائمة عن طريق حوض الصرف، مع وجود روافد ذات مسافة بادئة تحت اسم كل جدول أكبر.

## الساحل الشمالي
- وادي زوارة
- وادي سجنان
  - وادي الزيتون
- وادي جومين
- وادي طينة
- وادي مجردة
  - وادي سليانة
  - وادي تيسة
  - وادي ملاق
    - وادي سراث
- وادي مليان
  - وادي الحامة

## الساحل الشرقي
- وادي الحجار
- وادي لبنة
- وادي شيبة
- وادي نبهانة
- وادي زرود
  - وادي مرق الليل
  - وادي الحطاب
  - وادي الحجل
    - وادي الفكة
- وادي اللبان

## الداخل
- وادي ملاح
  - وادي صفيون
    - وادي الكبير
- وادي جناين